# آلاینده هوای غیرفعال

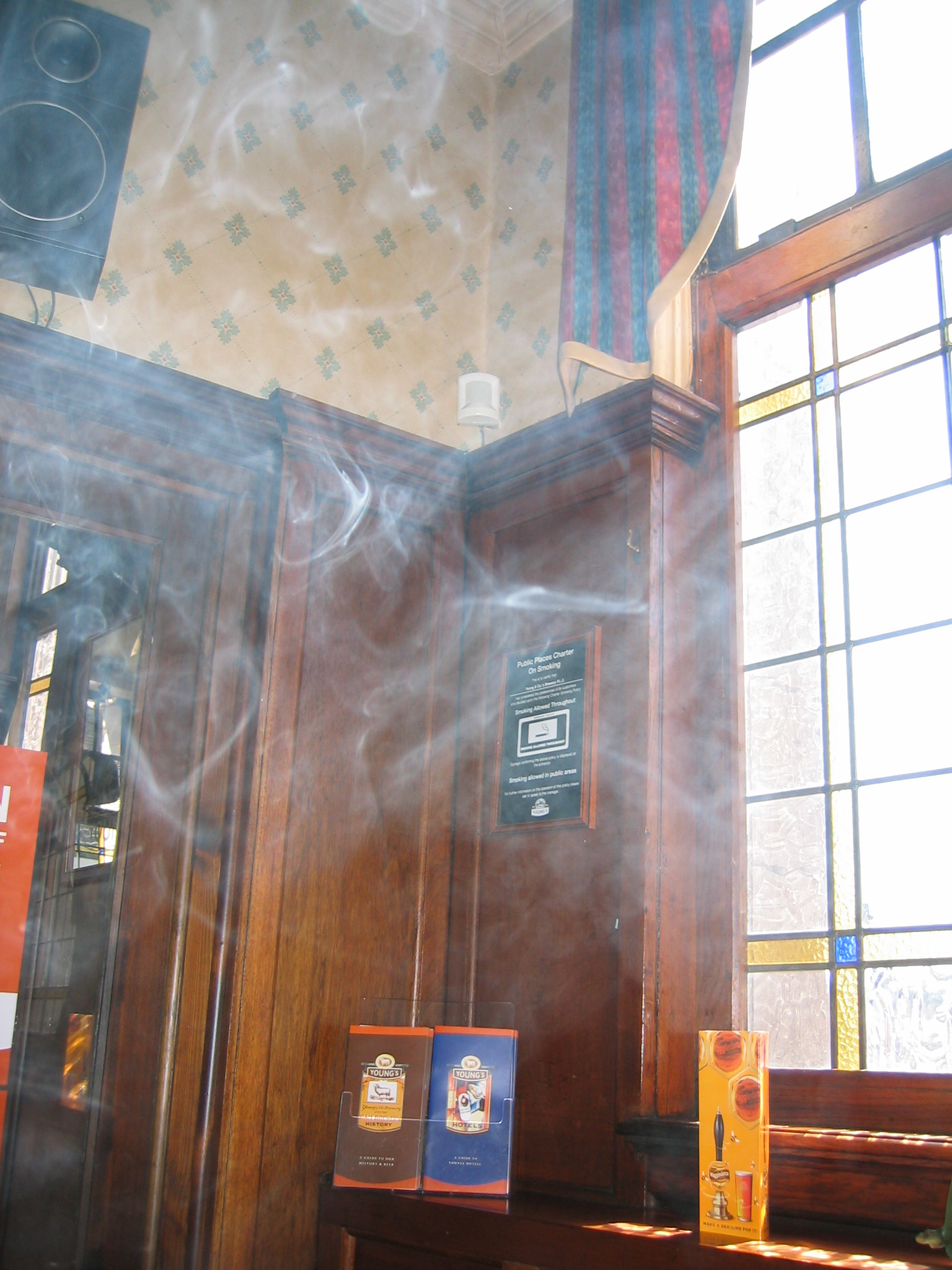
آلایندگی هواپخش ایجاد شده توسط یک فرد سیگاری، می‌تواند به دلیل پدیده انتشار تمام افراد حاضر در آن مکان را تحت تأثیر دود دست دوم قرار داده و همهٔ بیماری‌های دامنگیر فرد سیگاری را نیز متوجه سایرین نماید

آلاینده هوای غیرفعال (انگلیسی: Passive smoking) یا آلاینده جوی ثانویه و همچنین دود دست دوم اشاره به تحت تأثیر قرار گرفتن فرد غیرعامل، به وسیلهٔ آلاینده هواپخش ایجاد شده توسط یک فرد عامل است. به‌طور مثال وقتی فردی در یک محیط بسته و عمومی، اقدام به دود کردن (سیگار کشیدن) می‌نماید، فراگیری دود سیگار در محیط به دلیل پدیده انتشار باعث می‌شود تا تمام افراد غیر سیگاری حاضر در آن مکان، تحت تأثیر آلاینده جوی ثانویه‌ای باشند که خودشان در ایجاد آن دخالت نداشته، اما با این همه، قربانی آن شده‌اند. توجه به این مقوله به این دلیل مهم است که قرار گرفتن در معرض چنین آلایندگی، همان خطرات و بیماری‌هایی را برای سایرین در پی دارد که متوجه و دامنگیر افراد سیگاری هستند.
اگر چه تفاوت قابل‌توجهی میان غلظت دود ورودی به راه هوایی فرد عامل با فرد غیرعامل وجود دارد، با همه این احوال، خطرات ناشی از تحت تأثیر قرار گرفتن آلاینده جوی ثانویه موضوعی است که بر سر آن توافق علمی (اجماع علمی) وجود دارد. و همین موضوع، دستمایهٔ اصلی برای ممنوعیت استعمال دخانیات در محیط‌های کار، مکان‌های سرپوشیده از جمله رستوران‌ها، بارها و باشگاه شبانه یا سایر فضاهای عمومی باز بوده‌است.
نگرانی‌های مرتبط با آلاینده جوی ثانویه نقش بسزایی در بالا گرفتن مناقشات بر سر مضرات و مقررات مرتبط با محصولات دخانیاتی داشته‌است. از اوایل دهه ۱۹۷۰ میلادی، نگرانی‌های عمومی به واسطهٔ مقوله آلاینده جوی ثانویه باعث شده تا صنعت دخانیات، چنین پیامدی را به عنوان تهدیدی جدی برای منافع تجاری خود در نظر بگیرد. صنعت دخانیات با وجود آنکه از اوایل دهه ۱۹۸۰ از مضرات آلاینده جوی ثانویه آگاهی داشته‌است، با این همه، یک بحث علمی را با هدف توقف اعمال مقررات علیه محصولات خود به جریان انداخته‌است.

## تأثیرات

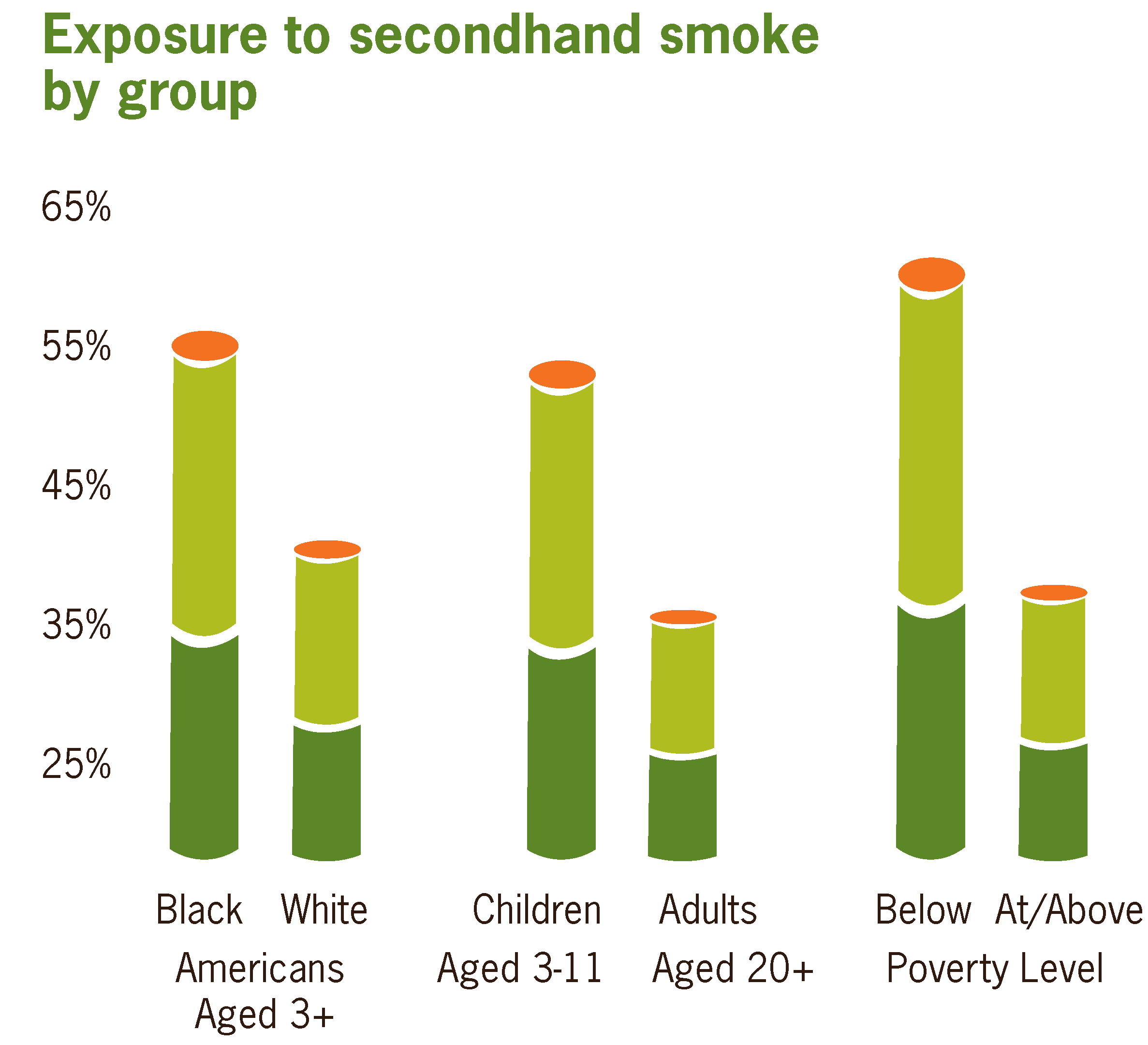
در معرض قرار گرفتن دود دسته دوم براساس سن، نژاد و سطح فقر جامعه ایالات متحده، اوت ۲۰۱۲‏

آلاینده جوی ثانویه می‌تواند باعث بسیاری از بیماری‌های مشابه همان سیگار کشیدن مستقیم برای افراد عادی گردد که برخی از آنها مثل بیماری قلبی-عروقی، سرطان ریه و بیماری تنفسی جزو شایع‌ترین‌ها محسوب می‌شوند بررسی شواهد جمع‌آوری شده در سطح جهانی توسط مرکز جهانی تحقیقات سرطان در سال ۲۰۰۴ نشان داده‌است که قرار گرفتن در معرض آلاینده جوی ثانویه برای انسان سرطان‌زا است. مرکز کنترل و پیشگیری از بیماری (ایالات متحده) گزارش می‌دهد که حدود ۷۰ ماده شیمیایی موجود در دود سیگار سرطان‌زا است. این آلایندگی همچنین عامل خطری برای ایجاد سرطان ریه در افراد عادی است. تخمین زده می‌شود که در ایالات متحده، دود ناشی از سیگار و دخانیات منجر به مرگ بیش از ۷۰۰۰ نفر در طول سال به واسطهٔ سرطان ریه در میان افراد غیر سیگاری می‌گردد که تنها، تحت تأثیر آلاینده جوی ثانویه بوده‌اند. یک‌چهارم موارد در افرادی رخ می‌دهد که هرگز سیگار نکشیده‌اند.
موسسه حفاظت از محیط زیست کالفرنیا در سال ۲۰۰۵ به این نتیجه رسید که آلاینده جوی ثانویه خطر ابتلا به سرطان سینه را در زنان جوان‌تر و به‌طور عمده در سنین قبل از یائسگی تا ۷۰٪ افزایش می‌دهد.